# Evangelía Christodoúlou
Pour les articles homonymes, voir Christodoulou.
Evangelía « Éva » Christodoúlou (en grec moderne : Ευαγγελία «Εύα» Χριστοδούλου, née le 27 septembre 1983 à Athènes) est une gymnaste rythmique grecque.

## Biographie
Evangelía Christodoúlou remporte aux Jeux olympiques d'été de 2000 à Sydney la médaille de bronze par équipe avec Iríni Aïndilí, María Georgátou, Zacharoúla Karyámi, Charíklia Pantazí et Ánna Pollátou.

## Palmarès

### Jeux olympiques
- Sydney 2000
  -  médaille de bronze par équipe.